# Chicago Typewriter
Chicago Typewriter (hangul: 시카고 타자기; rr: Sikago Tajagi) é uma telenovela sul-coreana exibida pela emissora tvN de 7 de abril a 3 de junho de 2017, com um total de dezesseis episódios. É estrelada por Yoo Ah-in, Im Soo-jung e Go Kyung-pyo. Seu enredo refere-se a ligação de uma veterinária e dois escritores através do passado, como combatentes pela independência da Coreia e sua amizade nos dias atuais.

## Enredo
Chicago Typewriter retrata a história de três jovens pertencentes a um grupo de resistência política, que viveram durante a ocupação japonesa na Coreia na década de 1930. Eles reencarnaram no presente como o escritor de best-sellers em crise Han Se-joo (Yoo Ah-in), sua fã número 1 e veterinária Jeon Seol (Im Soo-jung) e o escritor fantasma Yoo Jin-oh (Go Kyung-pyo). Juntos, o trio corre contra o tempo para encontrar a verdade sobre o passado que os assombra. 

## Elenco

### Principal

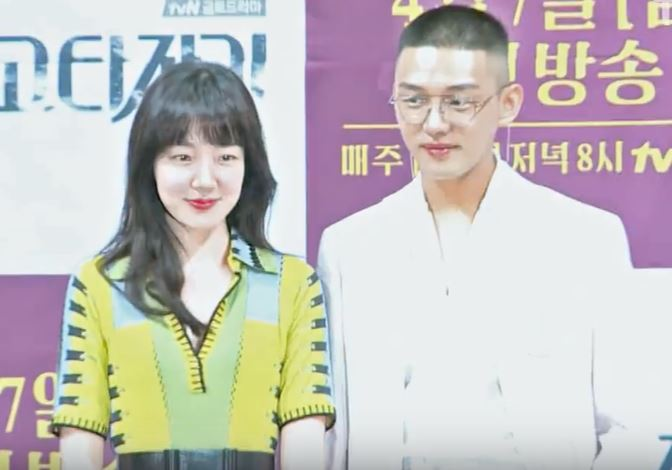
Os atores Im Soo-jung á esquerda e Yoo An-in á direita, durante conferência de imprensa.

- Yoo Ah-in como Han Se-joo / Seo Hwi-young.[6]
  - Choi Min-young como Han Se-joo jovem

Um renomado escritor que tem aparência de celebridade e muitos fãs, mas está extremamente deprimido por dentro e em crise.
- Im Soo-jung como Jeon Seol / Ryu Soo-hyun / Anastacia[7]
  - Choi Myung-bin como Jeon Seol jovem
  - Jo Min-ah como Ryu Soo-hyun jovem

Uma veterinária e fanática por literatura que é fã de Han Se-joo
- Go Kyung-pyo como Yoo Jin-oh / Shin Yool

Um escritor fantasma com um estilo de escrita genial, possui humor seco e adora jazz e antiguidades.
- Kwak Si-yang como Baek Tae-min / Heo Young-min
  - Son Sang-yeon como Baek Tae-min jovem

### Pessoas ao redor de Han Se-joo
- Jo Woo-jin como Gal Ji-suk
- Oh Na-ra como Secretária Kang

### Pessoas ao redor de Jeon Seol
- Yang Jin-sung como Ma Bang-jin
  - Kwak Ji-hye como Ma Bang-jin jovem
- Jeon Soo-kyung como Wang Bang-wool
- Jung Yeon-joo como colega de Bang-Jin
- Kang Hong-seok como Chefe Won Dae-han
  - Song Joon-hee como Won Dae-han jovem
- Ji Dae-han como Won Man-hae

### Pessoas ao redor de Baek Tae-min
- Cheon Ho-jin como Baek Do-ha, pai de Tae-min
- Jo Kyung-sook como Hong So-hee, mãe de Tae-min

### Outros
- Lee Kyu-bok como Song Jong-wook
- Kim Hyun-sook como veterinária
- Shim Min como Mi-young
- Kim Sung-hoon como Lee Jung-bong
- Park Ji-hoon como Jeon Doo-yeob
- Ha Kyung como Jo Sang-chul
- Park Seon-im como Hannah Kim
- Choi Kyo-shik como jardineiro
- Hong Dae-sung como guarda-costas do Carpediem
- Cha Geon-woo como mordomo da família Yool
- Jung Byung-ho como Yang ho-pil
- Jeon Yi-rang como Jang Ki-bong
- Gam Seung-min como Yang Hyung-sik
- Kang Dong-yoong como Sr. Jo
- Lee Doo-seok como camarada Kang

### Participações
- Yoo Byung-jae como tratador de cervos (episódio 2)
- Choi Deok-moon como pai de Jeon Seol (episódios 3 & 16)
- Choi Song-hyun como MC (episódio 3)
- Cosmic Girls como elas mesmas (episódio 3)
- Jeon Mi-seon como Lim So-yoon / Madame Sophia (episódios 9-11 & 13-16)
- Woo Do-im como Jo Sang-mi (episódio 10-15)

## Trilha sonora
| N.º            | Título                                                    | Letras                                | Música                                                             | Artista(s)     | Duração |  |
| 1.             | "Chicago Typewriter" (시카고 타자기)                      |                                       | Nam Hye-seung Park Sang-hee                                        |                | 03:05   |  |
| 2.             | "Satellite" (위성)                                        | Nam Hye-seung Park Sang-hee Jello Ann | Nam Hye-seung Park Sang-hee                                        | SALTNPAPER     | 03:52   |  |
| 3.             | "Blooming Memories" (아주 오래된 기억)                    | Nam Hye-seung Park Jin-ho MIYO        | Nam Hye-seung MIYO                                                 | Baek Ye-rin    | 03:43   |  |
| 4.             | "Writing Our Stories" (우리의 얘기를 쓰겠소)              | CuzD Ricky Dona                       | CuzD Ricky Dona                                                    | SG Wannabe     | 03:59   |  |
| 5.             | "Be My Light"                                             | Kevin Oh                              | Daniel Davidsen Katrine "Neya" Klith Peter Wallevik Singing Beetle | Kevin Oh       | 03:48   |  |
| 6.             | "Come With Me"                                            | Kim Hee-jin Jo Hye-eum                | Nam Hye-seung Park Sang-hee                                        | Boni Pueri     | 03:58   |  |
| 7.             | "Time Walk"                                               | Jello Ann Nam Hye-seung               | Nam Hye-seung Park Sang-hee                                        | Boni Pueri     | 03:30   |  |
| 8.             | "Satellite" (Inst.)                                       |                                       | Nam Hye-seung Park Sang-hee                                        |                | 03:52   |  |
| 9.             | "Blooming Memories" (Inst.)                               |                                       | Nam Hye-seung MIYO                                                 |                | 03:43   |  |
| 10.            | "Writing Our Stories" (Inst.)                             |                                       | CuzD Ricky Dona                                                    |                | 03:37   |  |
| 11.            | "Be My Light" (Inst.)                                     |                                       | Daniel Davidsen Katrine "Neya" Klith Peter Wallevik Singing Beetle |                | 03:48   |  |
| 12.            | "Ghostwriter Yoo Jin-oh" (유령작가 유진오)                |                                       | Nam Hye-seung Park Sang-hee                                        |                | 02:36   |  |
| 13.            | "Aim the Gun" (총을 겨누다)                               |                                       | Nam Hye-seung Park Sang-hee                                        |                | 03:02   |  |
| 14.            | "Han Se-joo & Jeon Seol" (한세주의 전설)                  |                                       | Nam Hye-seung Park Sang-hee                                        |                | 03:21   |  |
| 15.            | "Time Travel" (시간여행)                                  |                                       | Nam Hye-seung Park Sang-hee                                        |                | 03:12   |  |
| 16.            | "Remember the Novel We Wrote" (그날의 소설을 함께 기억해) |                                       | Nam Hye-seung Park Sang-hee                                        |                | 03:10   |  |
| Duração total: | Duração total:                                            | Duração total:                        | Duração total:                                                     | Duração total: | 56:16   |  |

## Produção
Chicago Typewriter foi escrita por Jin Soo-wan, também responsável por títulos como Moon Embracing the Sun (2012) e Kill Me, Heal Me (2015). A série foi filmada em diversos lugares em Seul - SEOUL SEOUL 3080, Hannam-dong Book Park, Ikseon-dong e Seodaemun Prison History Museum.
Chicago Typewriter marca o retorno da atriz Im Soo-jung a televisão após 13 anos.

## Recepção
Na tabela abaixo, os números azuis representam as audiências mais baixas e os números vermelhos representam as audiências mais elevadas.
| Episódio | Data de transmissão | Audiência média | Audiência média              | Audiência média |
| Episódio | Data de transmissão | AGB Nielsen     | AGB Nielsen                  | TNmS            |
| Episódio | Data de transmissão | Em todo o país  | Região Metropolitana de Seul | Em todo o país  |
| -------- | ------------------- | --------------- | ---------------------------- | --------------- |
| 1        | 7 de abril de 2017  | 2.649%          | 2.924%                       | 3.8%            |
| 2        | 8 de abril de 2017  | 2.822%          | 3.253%                       | 3.2%            |
| 3        | 14 de abril de 2017 | 2.235%          | 2.555%                       | 2.3%            |
| 4        | 15 de abril de 2017 | 2.094%          | 2.688%                       | 2.6%            |
| 5        | 21 de abril de 2017 | 1.920%          | 1.847%                       | 1.9%            |
| 6        | 22 de abril de 2017 | 2.236%          | 2.840%                       | 2.6%            |
| 7        | 29 de abril de 2017 | 2.449%          | 2.546%                       | 2.4%            |
| 8        | 29 de abril de 2017 | 2.449%          | 3.162%                       | 2.8%            |
| 9        | 12 de maio de 2017  | 2.322%          | 2.761%                       | 3.7%            |
| 10       | 13 de maio de 2017  | 2.275%          | 3.034%                       | 2.0%            |
| 11       | 19 de maio de 2017  | 2.450%          | 2.657%                       | 2.5%            |
| 12       | 20 de maio de 2017  | 2.252%          | 2.954%                       | 2.4%            |
| 13       | 26 de maio de 2017  | 2.335%          | 2.795%                       | 2.2%            |
| 14       | 27 de maio de 2017  | 1.444%          | 1.762%                       | 1.7%            |
| 15       | 2 de junho de 2017  | 2.419%          | 2.975%                       | 2.4%            |
| 16       | 3 de junho de 2017  | 2.162%          | 2.551%                       | 2.9%            |
| Média    | Média               | 2.27%           | 2.71%                        | 2.6%            |

## Transmissão internacional
- Malásia – 8TV (Malásia) – Exibida a partir de 13 de junho de 2017
- Vietnã  – Exibida a partir de 5 de maio de 2017 pela VTC5 tvBlue e por HTV3, a partir de julho de 2017
- Sua exibição também ocorreu no Sudeste Asiático, Hong Kong, Taiwan, Myanmar e Sri Lanka pela tvN Asia, contendo legendas.[14]